# 2012년 하계 올림픽 역도 여자 +75kg급

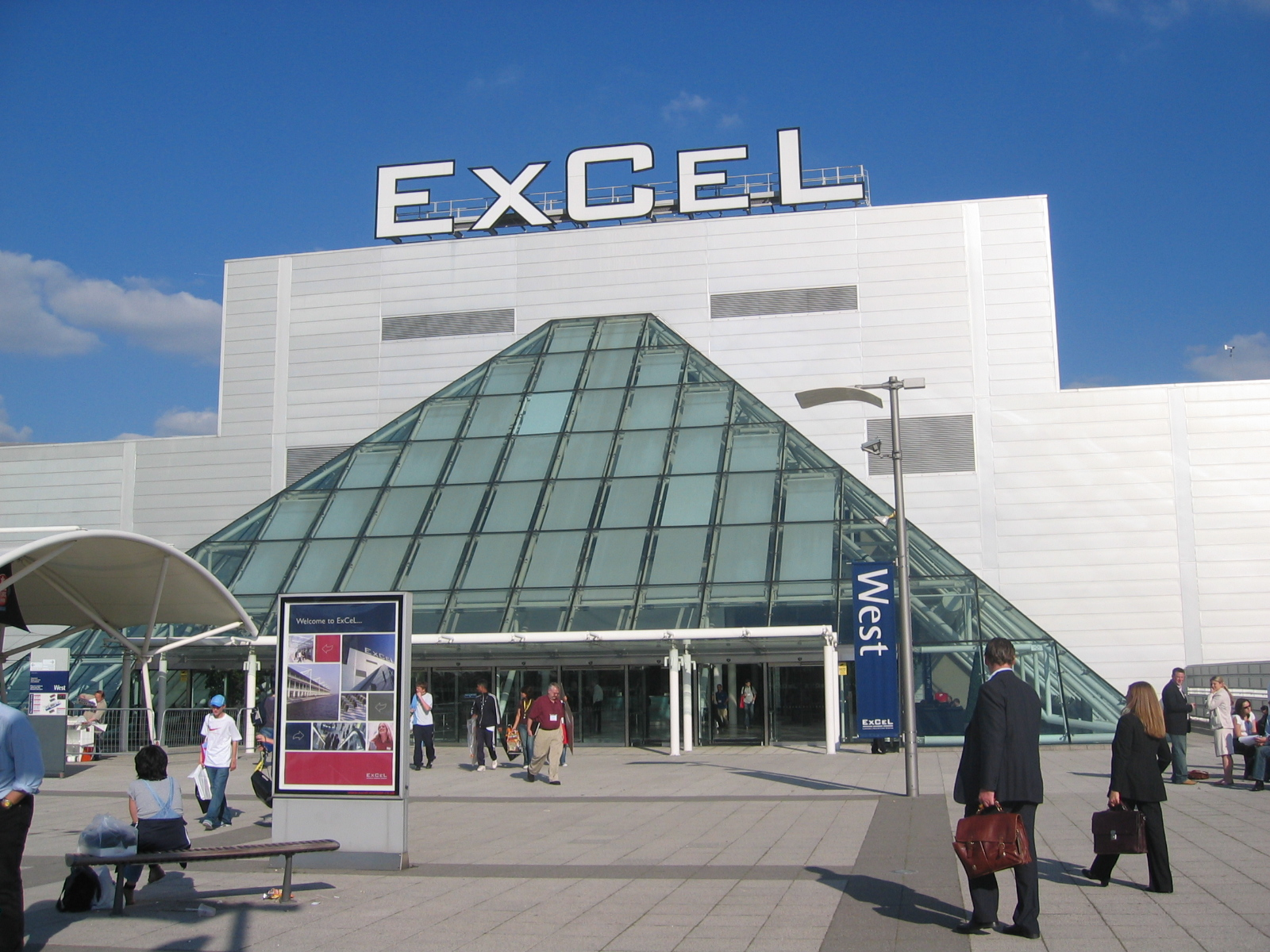

제30회 하계 올림픽 역도 여자 75kg이상급 경기는 2012년 영국 엑셀 런던에서 열렸다.

## 일정
| 날짜           | 시간      | 종목   |
| -------------- | --------- | ------ |
| 2012년 8월 5일 | 15시 30분 | 그룹 A |